# Wenchang

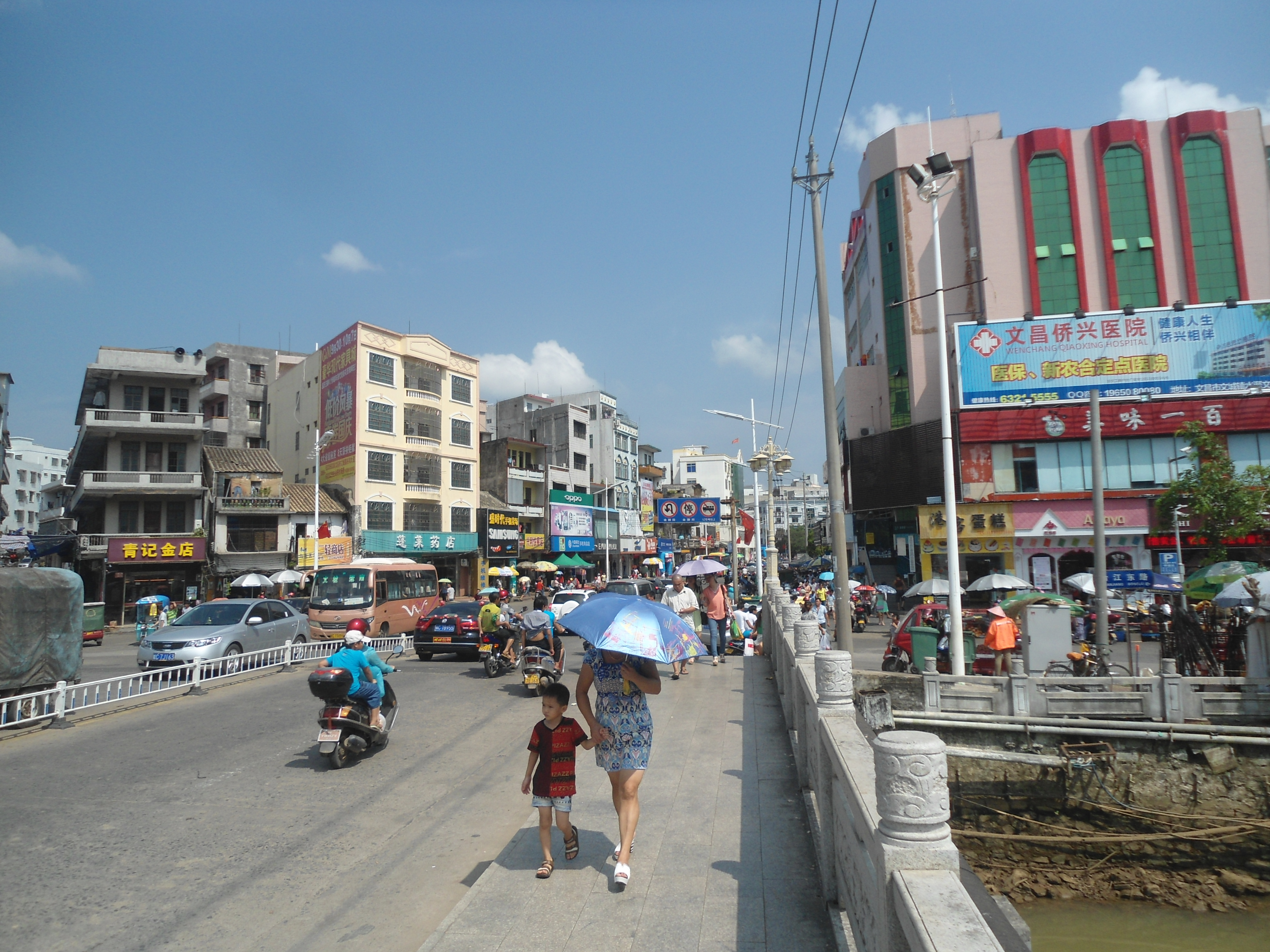

Wenchang è una città della provincia cinese di Hainan di 529.948 abitanti. È una città-contea amministrata direttamente dalla provincia.